# Route de la Tourelle
La route de la Tourelle est une avenue limitrophe du 12e arrondissement de Paris et de Saint-Mandé. 

## Situation et accès
Cette voie est prolongée dans le bois de Vincennes, par la route de la Ferme.

## Origine du nom

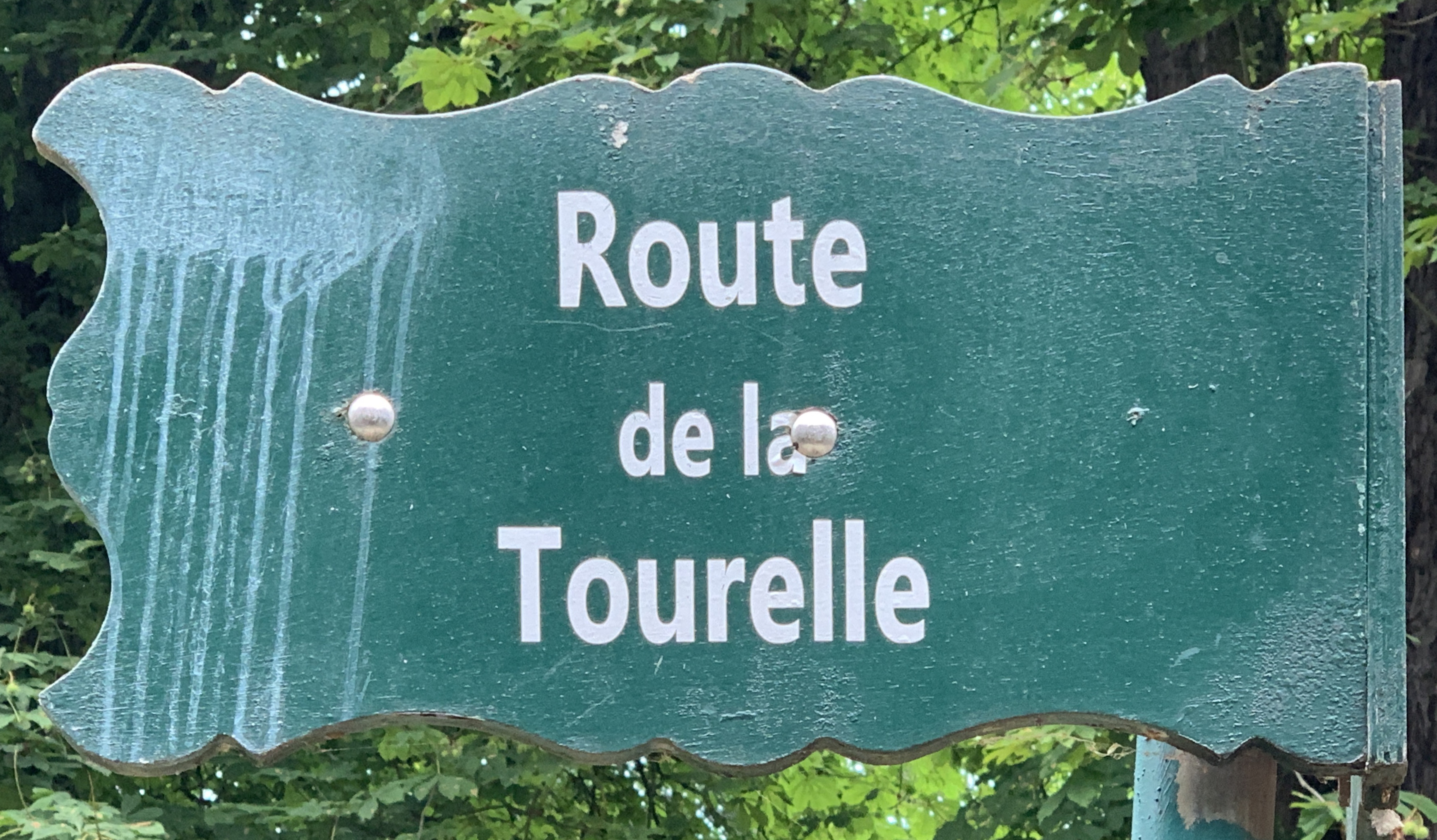
Panneau de la voie.

L'origine de ce nom est à chercher dans la tourelle de Saint-Mandé, tour de garde détruite en 1908, qui se trouvait place du Général-Leclerc à Saint-Mandé.

## Historique
La route a été créée vers 1860 lors de l'aménagement du Bois de Vincennes en parc public par Adolphe Alphand.